# 下田港
下田港（しもだこう）は、静岡県下田市にある港湾である。港湾管理者は静岡県。避難港・地方港湾の指定を受けている。

## 概要
伊豆半島南端の石廊崎の東側に位置する。1854年の日米和親条約で函館港とともに日本最初の開港場となった。貿易港としての役割は、江戸から遠く、天城山を越えなければならない地理的条件から、まもなく横浜港に移った。しかし、江戸末期からの史跡や観光スポットも多く、キンメダイの水揚げ日本一でも知られる漁業基地となっている。
一方で下田港周辺は地形が複雑で、気象や海象の条件が変わりやすく海難事故が多いことから、1951年（昭和26年）に避難港に指定された。
下田港内には係留施設として外ヶ岡岸壁（水深5.0m、延⻑79m、エプロン幅13.0m）がある。
また、下田港内には柿崎海水浴場（長さ約180m）があったが、利用客の減少により1997年夏で閉鎖された。柿崎海水浴場は2022年夏に25年ぶりに試験的に運営を行い、2023年以降も開設を目指すとしている。

## 沿革
下田港は、江戸時代から江戸に向かう船舶の寄港地として繁栄した。毎年、3000隻の千石船の入港があった。
江戸末期の嘉永7年3月3日（1854年3月31日）に締結された日米和親条約により下田港は函館港とともに同日開港され、外国船へ薪炭・食糧・水を供給する補給基地港となった。しかし5年後の安政6年（1859年）の日米修好通商条約により神奈川港などが開港したことに伴い、下田港は安政6年12月12日（1860年1月4日）に開港が解かれた。
昭和8年（1933年）に東京湾汽船（現・東海汽船）の客船が就航すると下田港は観光港として栄え、翌昭和9年（1934年）には開港80周年を記念して第1回黒船祭が開催された。 
第二次世界大戦中の昭和20年（1945年）には、海軍第16突撃隊・陸軍潜水輸送隊・海軍第6海龍隊が下田港へ配備された。戦後は再び観光港として歩んでいった。

## 定期航路
- 伊豆諸島航路
  - 伊豆大島（不定期） - 東海汽船ジェットフォイル『セブンアイランド』
  - 下田 - 利島 - 新島 - 式根島 - 神津島 - 下田 の循環 - 神新汽船フェリー『フェリーあぜりあ』
曜日によって順番が逆になる

## 観光

### イベント
- 黒船祭り（5月）[2]
- あじさい祭り（6月）[2]
- 下田太鼓祭り（8月）[2]
- 水仙まつり（12月〜2月）[2]

### 周辺の観光名所
- 柿崎弁天島 - ペリーの乗る黒船に、吉田松陰が密航するために舟を漕ぎ出した場所
- 下田城

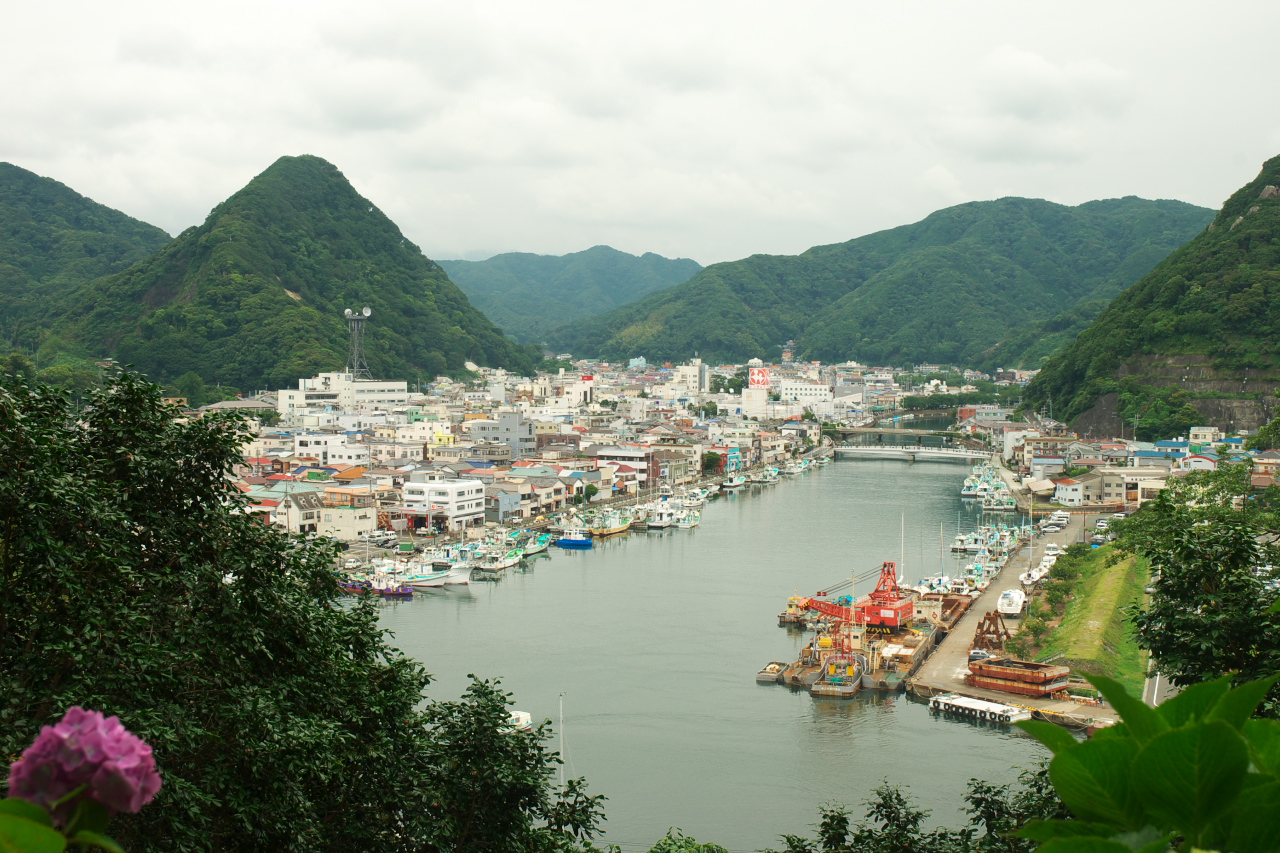
下田港（下田公園から）
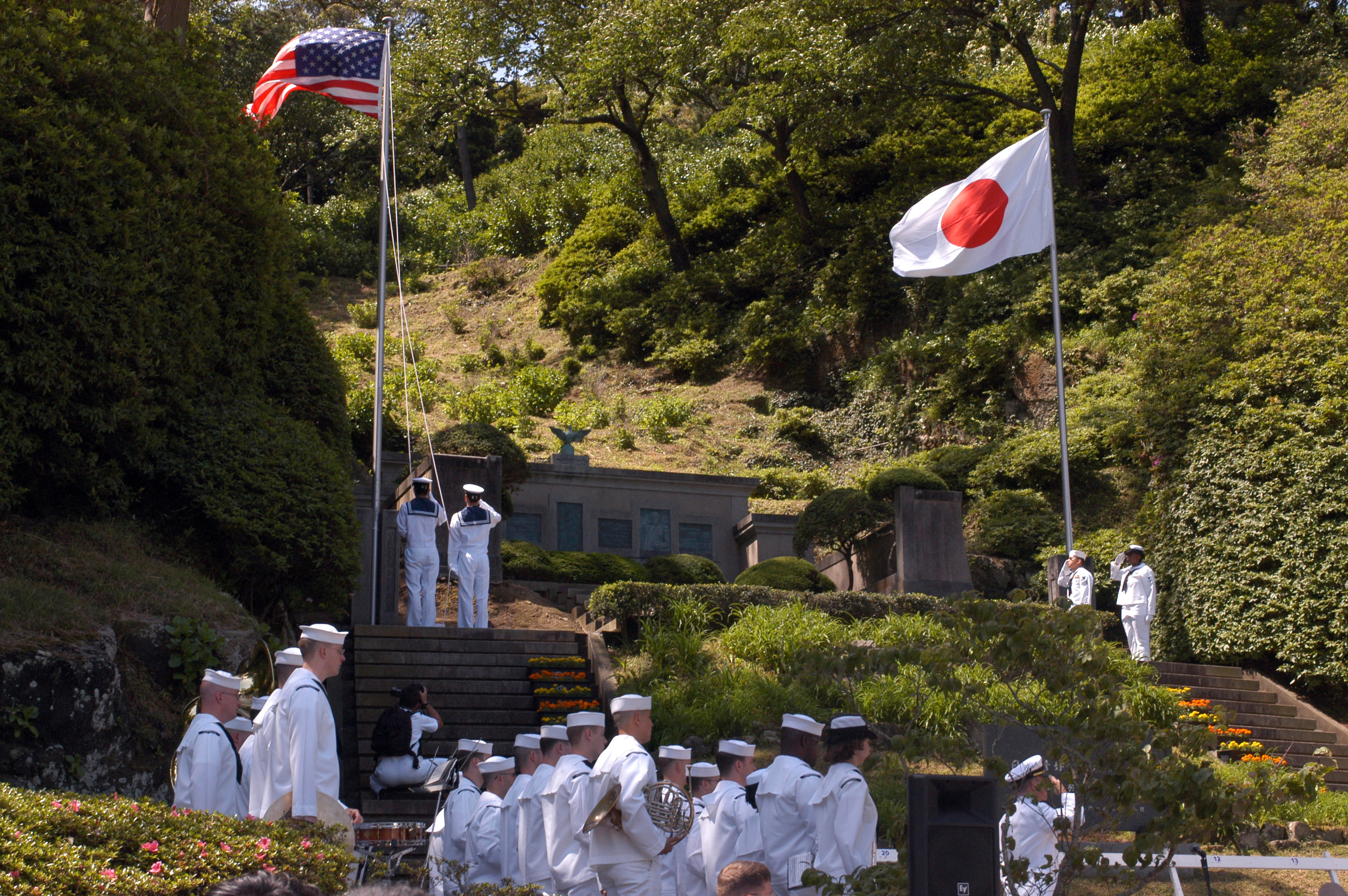
開港を祝う黒船祭（2004年）

## 交通アクセス
伊豆急下田駅より徒歩20分、またはタクシー7分